# Dragan Terzić
Dragan Terzić (* 17. August 1970 in Bijeljina, SFR Jugoslawien) ist ein bosnischer Fußballtrainer und ehemaliger Fußballspieler.

## Sportlicher Werdegang

### Karriere als Spieler
Über seinen Jugendclub 1. FC Frickenhausen kam er zum VfB Stuttgart, dort wurde er 1988 und 1989 als Sturmpartner von Markus Beierle Deutscher A-Jugendmeister. Zur Saison 1989/90 rückte Terzić zu den Amateuren des VfB auf, bevor er die folgende Spielzeit 1990/91 für die Stuttgarter Kickers bestritt. Sein Profidebüt gab der Bosnier am 27. Oktober 1990 beim 3:2-Heimsieg gegen den SC Freiburg, als er in der 73. Minute eingewechselt wurde. Doch bereits zu Saisonende trennten sich die Wege und Terzić war in der Saison 1991/92 vereinslos, jedoch fand er zur darauf folgenden Spielzeit bereits einen neuen Verein, den TSV Linsenhofen. Einige Jahre später war der Stürmer noch in der Verbandsliga Württemberg beim VfL Sindelfingen aktiv, ehe er zur Jahrtausendwende nach Griechenland ging und das Trikot des Erstligisten Skoda Xanthi trug. Doch bereits ein Jahr später kehrte Bosnier nach Deutschland zurück und spielte noch für den TSV Grünwald und TSV Trudering Fußball.

### Karriere als Trainer
Bereits während seiner Zeit als aktiver Fußballer trainierte Terzić parallel den FC Hertha München. Nach seiner Karriere war er von 2004 an als Trainer in der Kreisklasse beim FC Penzing tätig. 2006 zog es ihn in sein Heimatland Bosnien zurück, wo er den damaligen Erstligisten Jedinstvo Brčko bis 2008 betreute. Nach dieser Tätigkeit in seiner Heimat kehrte Terzić wieder nach Deutschland zurück und war ab dem 1. Juli 2008 Trainer bei der FT München-Gern. Nach einer Station im deutschen Frauenfußball beim FFC Wacker München leitet Terzić seit dem 1. Juli 2021 das Training der Frauenmannschaft des FC Bergheim aus der österreichischen Frauen-Bundesliga.
Des Weiteren ist der ehemalige Profi seit 2010 Inhaber der Fußballschule giga-fts.